# Harry González
Harry Giovanny González García (Bogotá, 15 de junio de 1978) es un político y abogado colombiano. 
En 2007 fue elegido como diputado del Departamento del Caquetá y actualmente es Representante a la Cámara por el Departamento del Caquetá, en las legislaturas 2014-2018 y 2018-2022 por el Partido Liberal Colombiano.

## Biografía
Nació en Bogotá en 1978, hijo del asesinado Gobernador Jesús Ángel González Arias y de Raquel García Méndez, una profesora.
Es abogado de la Facultad de Derecho y Ciencias Políticas de la Universidad Libre, especialista en Derecho Administrativo de la Universidad Externado de Colombia; cursó la Especialización de Administración Pública Contemporánea de la Escuela Superior de Administración Pública y participó en el curso de Alta Gerencia Política en la Universidad George Washington y la Universidad del Rosario. En el año 2011 fue candidato a la Gobernación del Caquetá donde obtuvo el apoyo de cerca de 40.000 ciudadanos.
En la Gobernación del Caquetá ha sido jefe del Departamento Jurídico (entre el 18 de febrero de 2002 y el 31 de diciembre de 2003—, jefe de Recursos Humanos y Bienestar Social, secretario de Gobierno Departamental, abogado asesor del Departamento Jurídico —del 1 de enero de 2004 al 18 de diciembre de 2005—, jefe de Recursos Humanos —diciembre de 2005 a 27 de octubre de 2006—, secretario de Gobierno Departamental —septiembre de 2006— y diputado del Caquetá entre 2008 y 2011.
Entre febrero de 2012 y 2013 fue secretario privado de la Primera Vicepresidencia del Senado de la República.
En las elecciones legislativas de Colombia de 2014 resultó elegido Representante a la Cámara por el Departamento de Caquetá con 11.372 votos. Fue reelegido en las elecciones de 2018, para la legislatura 2018-2022, con 23.716 votos 
Pertenece a la Comisión Primera Constitucional y es copresidente de la Comisión de Paz de la Cámara de Representantes. Además es delegado de la OCAD Centro Sur Amazonía.

## Congresista de Colombia

### Autor Proyectos de Ley
1. Proyecto de Ley N°185 de 2018 por el cual se regula el ejercicio del cabildeo.
2. Proyecto de Ley N° 123 de 2018 por medio del cual se regula la fabricación, comercialización y distribución de elementos plásticos de un solo uso utilizados para el consumo de alimentos y bebidas.
3. Proyecto de Ley N° 122 de 2018 por medio de la cual se modifica el artículo 9° de la ley 1447 de 2011, Procedimiento para límites dudosos
4. Proyecto de Ley N° 70 de 2018 por medio de la cual se dictan normas para el ejercicio de la profesión de administración, se expide el Código de Ética, se deroga la Ley 60 de 1981 y su Decreto reglamentario 2718 de 1984, y se dictan otras disposiciones.

### Coautor Proyectos de Ley
1. Proyecto de Ley N°109 Por medio del cual se lucha contra la corrupción y se promueven la transparencia y la formalización con medidas para reducir el dinero en efectivo y promover las transacciones electrónicas en Colombia.
2. Proyecto de proyecto de acto legislativo N° 018 por medio del cual se reglamenta la inplementación del voto digital.
3. Proyecto de Ley N° 150 por medio de la cual se fomenta el acceso al mercado laboral de los jóvenes, se establece una exención para el pago de registro y renovación de los establecimientos de comercio.
4. Proyecto de Ley N° 141 por medio de la cual se institucionaliza el Programa “Ser Pilo Paga” y se incentiva el ingreso a las Universidades Públicas.
5. Proyecto de Ley N° 134 por medio de la cual se establece la gratuidad para la admisión de estudiantes de estratos 1, 2 y 3 en las instituciones de educación superior públicas.
6. Proyecto de Ley N° 100 Por medio de la cual se dictan normas para la regulación del ejercicio de las libertades económicas y se establecen otras disposiciones.
7. Proyecto de ley N° 062  por la cual se redefine el Sistema General de Seguridad Social en Salud. 
8.  Proyecto de Ley N° 066  por medio del cual se modifica el artículo 34 de la Constitución Política, suprimiendo la prohibición de la pena de prisión perpetua y estableciendo la prisión perpetua revisable.